# Emily Davies
Sarah Emily Davies (22 de abril de 1830 – 13 de julio de 1921) fue una feminista inglesa, suffragette y unas de las primeras defensoras del derecho de las mujeres a entrar en la universidad. Es conocida principalmente por ser la cofundadora y primera directora del Girton College de la Universidad de Cambridge, el primer college en Inglaterra que impartió clase a mujeres.

## Vida
Nació en Carlton Crescent, Southampton, Inglaterra, hija de una clérigo evangélico y una profesora,  aunque pasó la mayor parte de su juventud en Gateshead.
Davies estuvo a punto de estudiar medicina y escribió el artículo "Female Physicians" para la publicación feminista English Woman's Journal en 1861, y "Medicine as a Profession for Women" en 1862. También "animó enormemente" a su amiga Elizabeth Garett en sus estudios médicos.
En 1862, tras la muerte de su padre, Davies se mudó a Londres, donde editó la English Woman's Journal, y se hizo amiga de las defensoras de los derechos de las mujeres Barbara Bodichon, Elizabeth Garrett Anderson y su hermana pequeña Millicent Fawcett. Davies se convirtió en miembro fundador de un grupo de debate femenino, la Kensington Society, junto con Elizabeth Garrett Anderson, Barbara Bodichon, Dorothea Beale y Francis Mary Buss quienes, conjuntamente, solicitaron sin éxito al Parlamento que les fuera concedido a las mujeres el derecho al voto.
Davies empezó a hacer campaña por el derecho de la mujer a la educación. Participó en el London School Board y en la Schools Inquiry Commissiony y fue clave para lograr la admisión de chicas a los exámenes oficiales de la secondary school.
Luego propugnó el acceso de las mujeres a las universidades de Londres, Oxford y Cambridge. Como todas las universidades de entonces, estas eran exclusivamente para hombres.
También se implicó en el movimiento del sufragio, centrado en el derecho de la mujer al voto. Formó parte de la organización de la petición del sufragio de las mujeres que John Stuart Mill  llevó al Parlamento británico en 1866 firmada por Paulina Irby, Elizabeth Garrett Anderson y 15 000 más. Ese mismo año también escribió el libro The Higher Education of Women.
En 1869, Davies lideró la fundación del primer college para mujeres de Gran Bretaña, con la ayuda de Frances Buss, Dorothea Beale y Barbara Bodichon. El Girton College se ubicó al principio en Hitchin, Hertfordshire con Charlotte Manning como primera directora. El college se trasladó más tarde en 1873 a las afueras de Cambridge.
Davies abogó firmemente por un currículum de calidad que fuera equivalente a los ofrecidos a los hombres de la época. Pese a que el Senado rehusó su propuesta para permitir a las mujeres acceder a un título oficial, Davies continuó preparando a sus alumnas para los exámenes Tripos de manera oficiosa.
Desde 1873 hasta 1875, Davies fue la directora del college, donde más tarde ejerció de secretaria hasta 1904. La universidad no permitió conceder el título pleno de Grado de Cambridge a las mujeres hasta 1948.
La lucha persistente de Davies por la igualdad de educación para las mujeres fue decisiva para la fundación en 1875 del Newnham College, que sería dirigido por Anne Jemima Clough.
En junio de 1901, obtuvo el Doctorado Honorífico en Leyes (DLL) de la Universidad de Glasgow.
Davies también continuó su labor a favor del sufragio. En 1906 encabezó una delegación al Parlamento. Fue conocida por su oposición a los métodos militantes y violentos utilizados por algunas suffragette, parte del movimiento de sufragio de las mujeres, lideradas por Pankhursts.
En 1910, Davies publicó Thoughts on Some Questions Relating to Women. Murió en Hampstead en 1921.